# Петров, Осип Афанасьевич
О́сип Афана́сьевич Петро́в (3 [15] ноября 1807, Елисаветград — 27 февраля [11 марта] 1878, Санкт-Петербург) — русский оперный певец (бас).

## Биография
Родился в Елисаветграде, по большинству источников — 3 (15) ноября 1807 года (но также указываются 1805 и 1806 годы). Родственники Осипа Афанасьевича с материнской стороны, по фамилии Петровы, были елисаветградские 3-й гильдии купцы, «породы греческой», по выражению ревизских сказок, но значительно обрусевшие. Мать его, Авдотья Савельевна, отлично говорила по малороссийски; не высокого роста, полного телосложения, она выдавала свою «греческую породу» черными волосами и смуглым цветом лица.

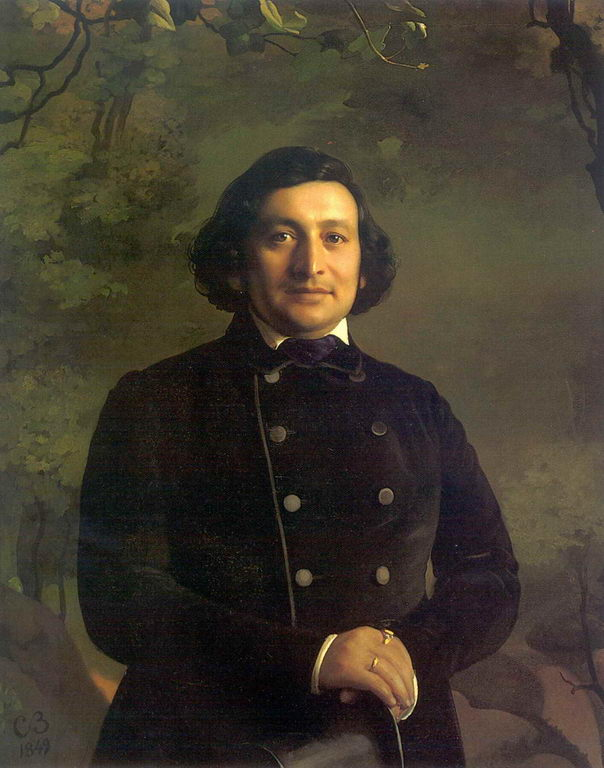
С. К. Зарянко. Портрет оперного артиста Осипа Афанасьевича Петрова. 1849 год.

С детства пел в церковном хоре, самостоятельно научился играть на гитаре. Его взял к себе дядя, брат матери, торговец, чтобы отвлечь от «музыкальных глупостей» и привлечь к делу. Но предприниматель из будущего певца не получился, племянник покинул раздосадованного дядю. В 1826 году попал в гастрольную труппу Жураховского, впервые выступил в водевиле Катерино Кавоса на текст Шаховского «Казак-стихотворец», а вскоре стал участником труппы Ивана Штейна, где познакомился с театральным актёром Михаилом Щепкиным, который оказал большое влияние на его творческое развитие. После нескольких лет выступлений в провинциальных городах в 1830 певец оказался в Петербурге, где с восторгом был принят публикой. В Мариинском театре, он проработал до конца своей жизни — с 1830 по 1878 год. Дебютировав в опере Моцарта «Волшебная флейта», он вскоре стал одним из ведущих столичных оперных солистов, исполняя басовые партии в сочинениях Мейербера, Россини, Беллини и других композиторов. Петров также совершенствовался в теории музыки и игре на фортепиано у И. К. Гунке и в пении — у Кавоса.
Настоящим звёздным часом Петрова стала премьера в 1836 году оперы Глинки «Жизнь за царя» («Иван Сусанин»), в которой он исполнил заглавную роль. В это время на сцене театра шли сразу две разные оперы на один сюжет — о подвиге крестьянина Ивана Сусанина — опера Глинки и опера Катерино Кавоса, и Петров пел обе заглавные партии в двух постановках. Среди других партий, написанных специально для Петрова и с блеском им исполнявшихся — Фарлаф («Руслан и Людмила» Глинки), Мельник («Русалка»), Лепорелло («Каменный гость» Даргомыжского), Озия, Владимир («Юдифь», «Рогнеда» Серова), Иван Грозный («Псковитянка» Римского-Корсакова), Варлаам («Борис Годунов» Мусоргского), Гудал («Демон» Рубинштейна). Певец участвовал в операх французских и итальянских композиторов, пел партию Неизвестного («Аскольдова могила» Верстовского).
В апреле 1876 года в Мариинском театре праздновалось пятидесятилетие сценической карьеры Петрова. Ему была преподнесена золотая медаль от императора и позолоченный лавровый венок, на каждом листе которого было выгравировано название одной из опер, в которых он пел.
Объём голоса Петрова составлял более чем две с половиной октавы: от B1 (си-бемоль контроктавы) до fis1 (фа-диез первой октавы). Его пение отличали теплота, глубина и чёткость интонации. Обладая хорошим актёрским мастерством, Петров успешно исполнял как драматические, так и комические роли в русских и зарубежных операх.
Был женат на Анне Воробьёвой, которая также стала выдающейся оперной певицей.
Умер 27 февраля (11 марта) 1878 года в Петербурге. Был похоронен на Смоленском православном кладбище, там же рядом была позднее погребена его супруга; в 1909 году на их могиле было открыто общее надгробие, где были поставлены бронзовый отлив бюста Петрова (работы Николая Лаверецкого) и портретный барельеф Воробьёвой-Петровой (работы Леонида Позена по оригиналу — картине Карла Брюллова). В 1936 году захоронение супругов Петровых было перенесено в Александро-Невскую лавру на Тихвинское кладбище — Некрополь мастеров искусств с установкой нового памятника (при этом надгробие с прежнего захоронения осталось на Смоленском кладбище).

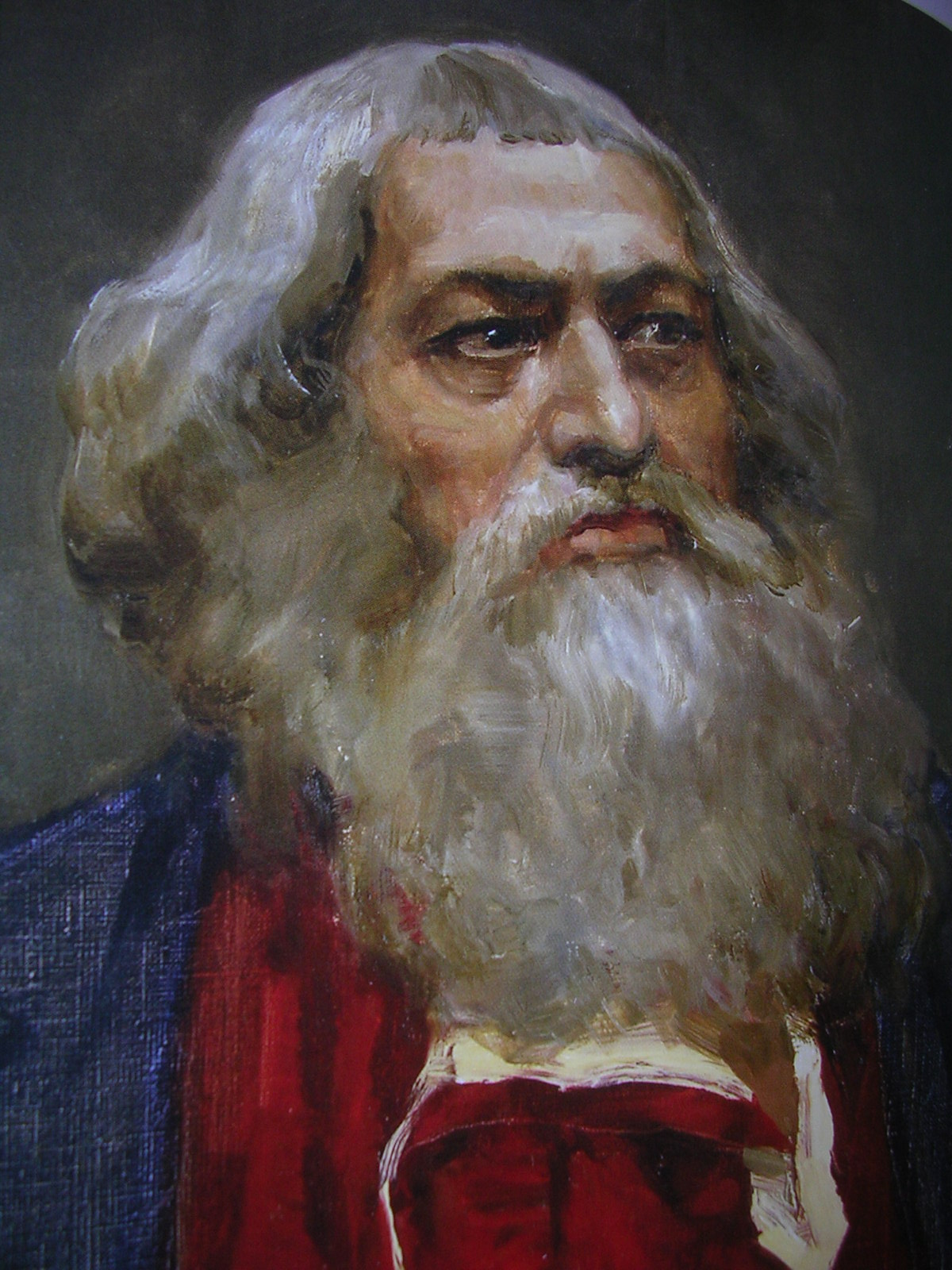
О. А. Петров. Портрет работы А. Левитина (1855)
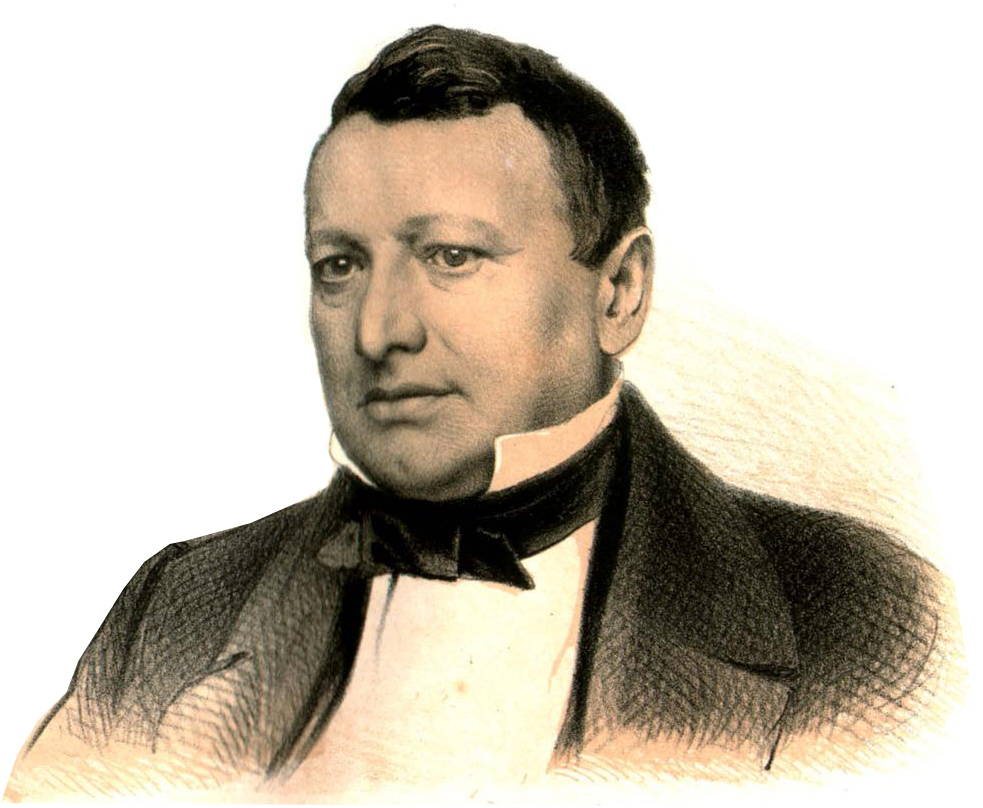
Осип Петров (1861)
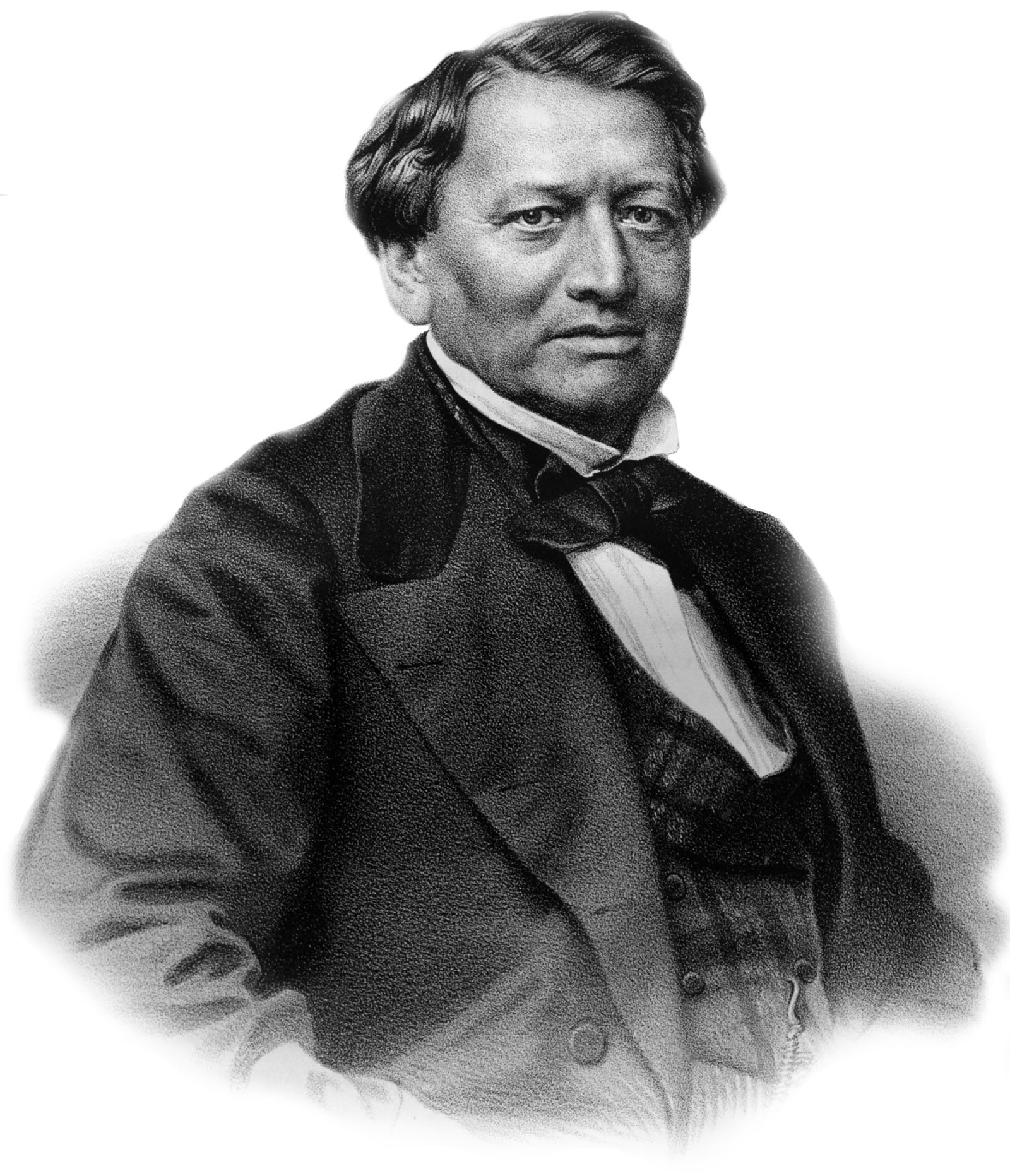
Осип Петров. Гравюра П. Ф. Бореля (1869) с фотографии Щетинина.
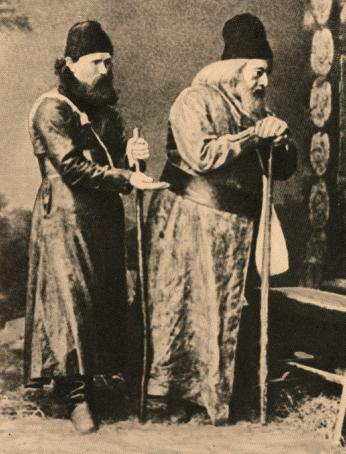
Петров (справа) в роли Варлаама (1873)
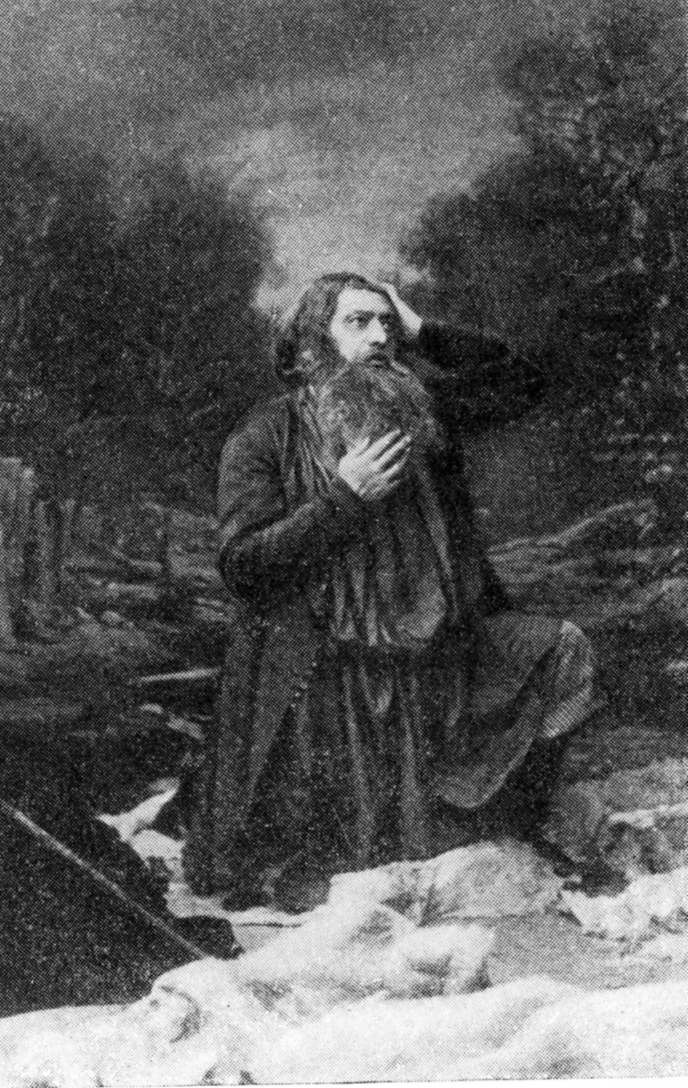
Петров в партии Сусанина
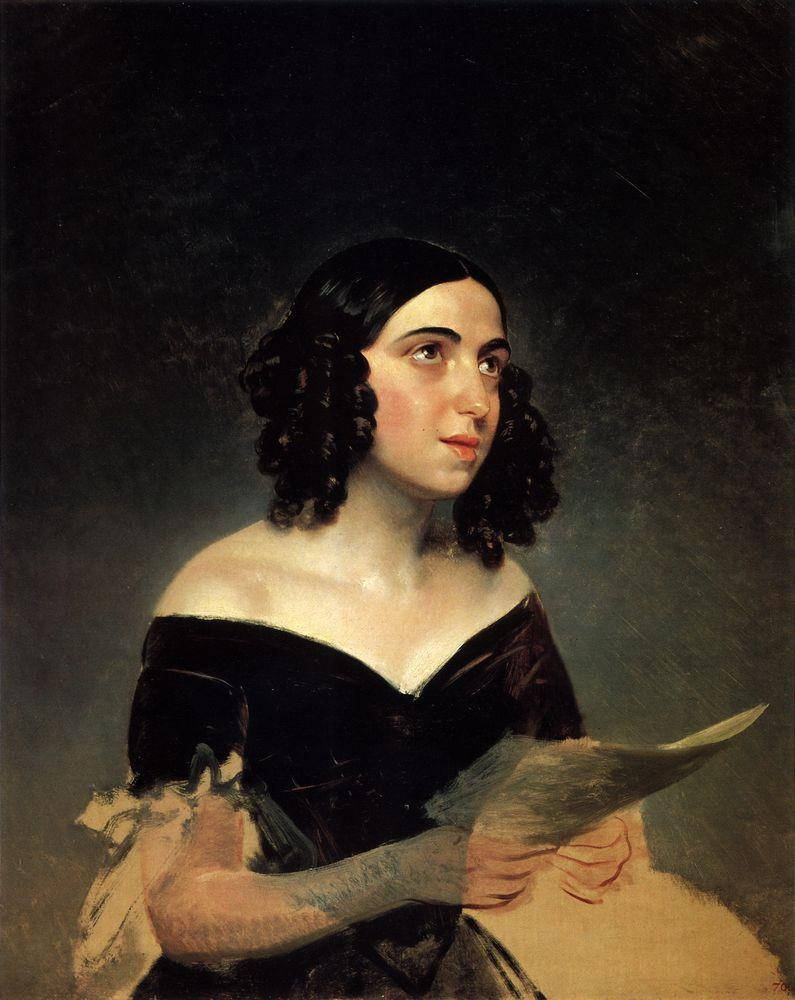
Брюллов К. Портрет певицы А. Я. Петровой (1841)
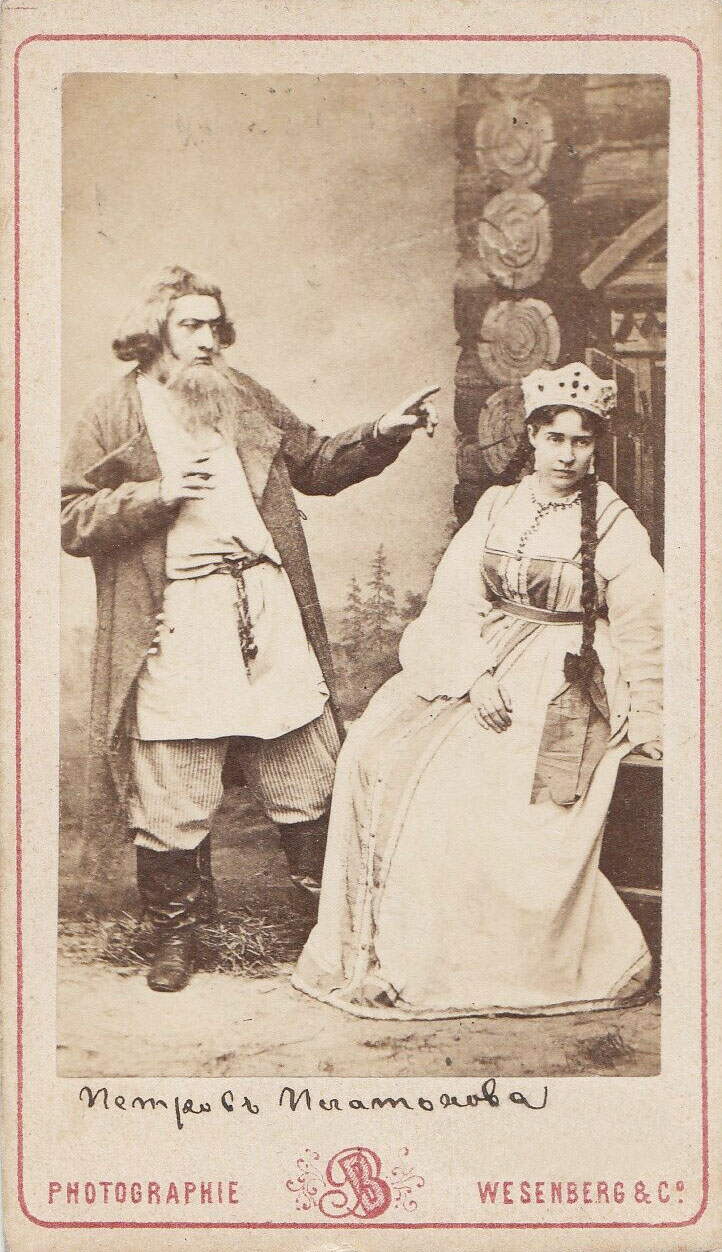
Осип Петров и Юлия Платонова, фотография Везенберга
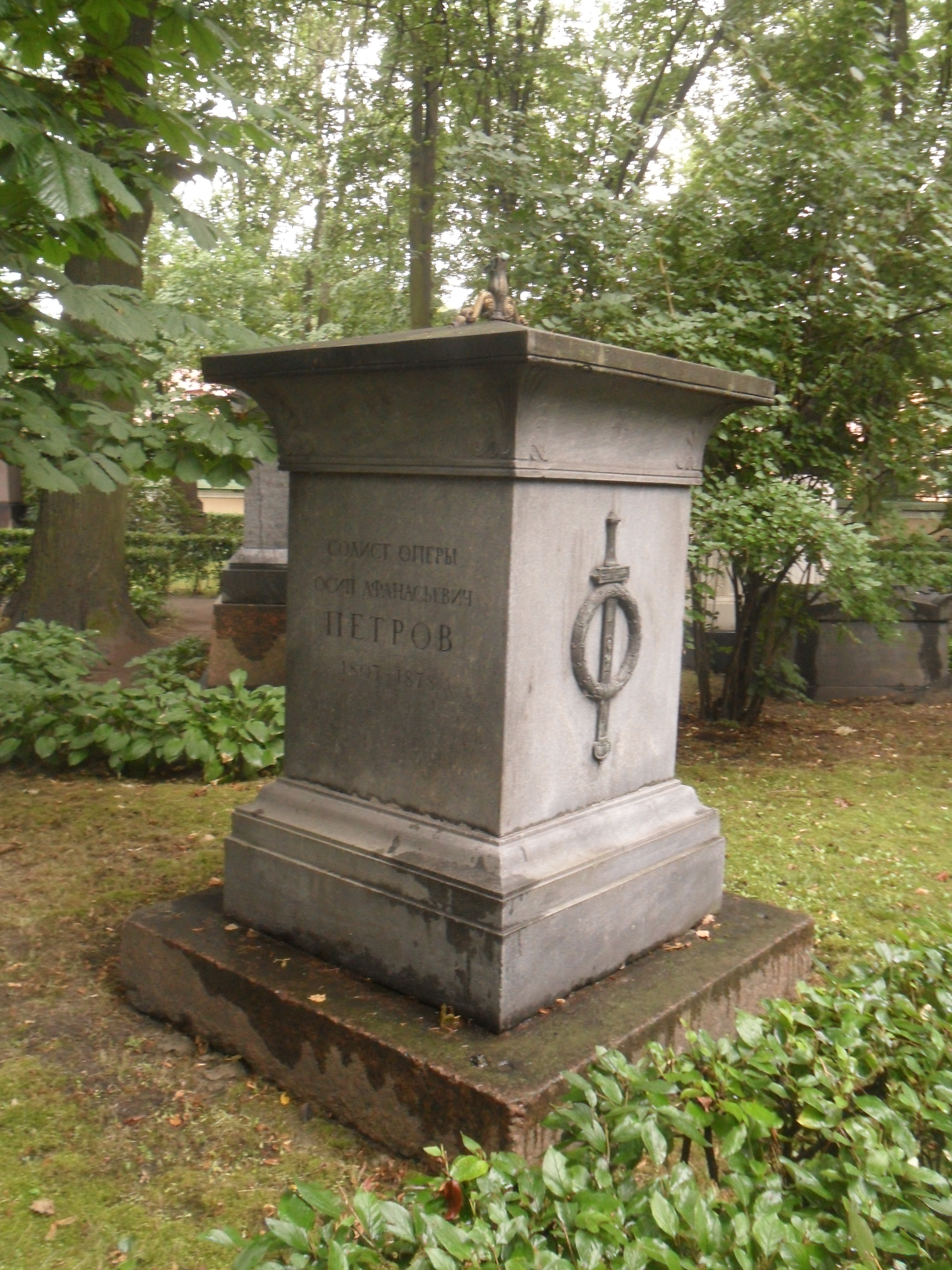
Могила Петрова в Некрополе мастеров искусств в Петербурге